# Arrojoki
Arrojoki är ett 26 kilometer långt vattendrag i Gällivare kommun, Norrbottens län. Arrojokis huvudavrinningsområde är Kalixälven och vattendraget är drabbat av miljögifter.